# Francesco Rovero
Francesco Rovero (Florència, Itàlia, 27 de maig del 1970) és un biòleg italià, que treballa al Museo Tridentino di Scienze Naturali de Trentino i cèlebre per ser el codescobridor de la nova espècie de musaranya elefant Rhynchocyon udzungwensis.
El 1995 es graduà en ciències naturals a la Universitat de Florència. L'any 2000 aconseguí el seu grau en biologia animal a la Universitat de Bangor. Els seus principals interessos d'investigació són els mamífers de l'Eastern Arc de les Muntanyes Uzdungwa de Tanzània.